# Hôtel du Haubergier
L'hôtel du Haubergier est un hôtel particulier dans le secteur sauvegardé de Senlis (Oise), à l'intérieur de l'enceinte médiévale. Construit au début du XVIe siècle sur une cave datant du XIIe siècle, il a accueilli le musée d'archéologie entre 1927 et 1982, et est redevenu une résidence privée en 1983. La maison est située à l'angle des rues Sainte-Geneviève et du Haubergier.

## Historique

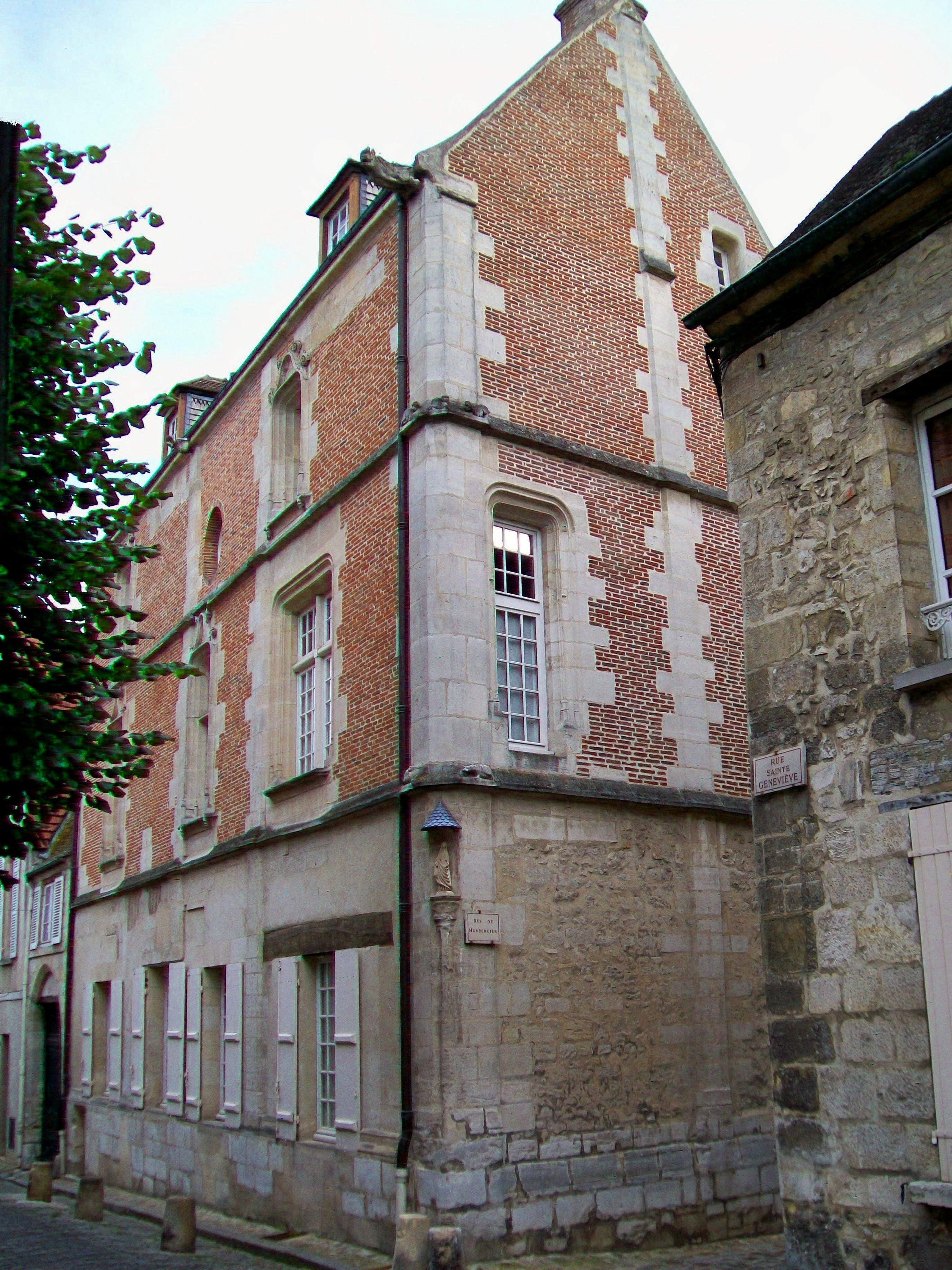
Vue depuis le nord-ouest.

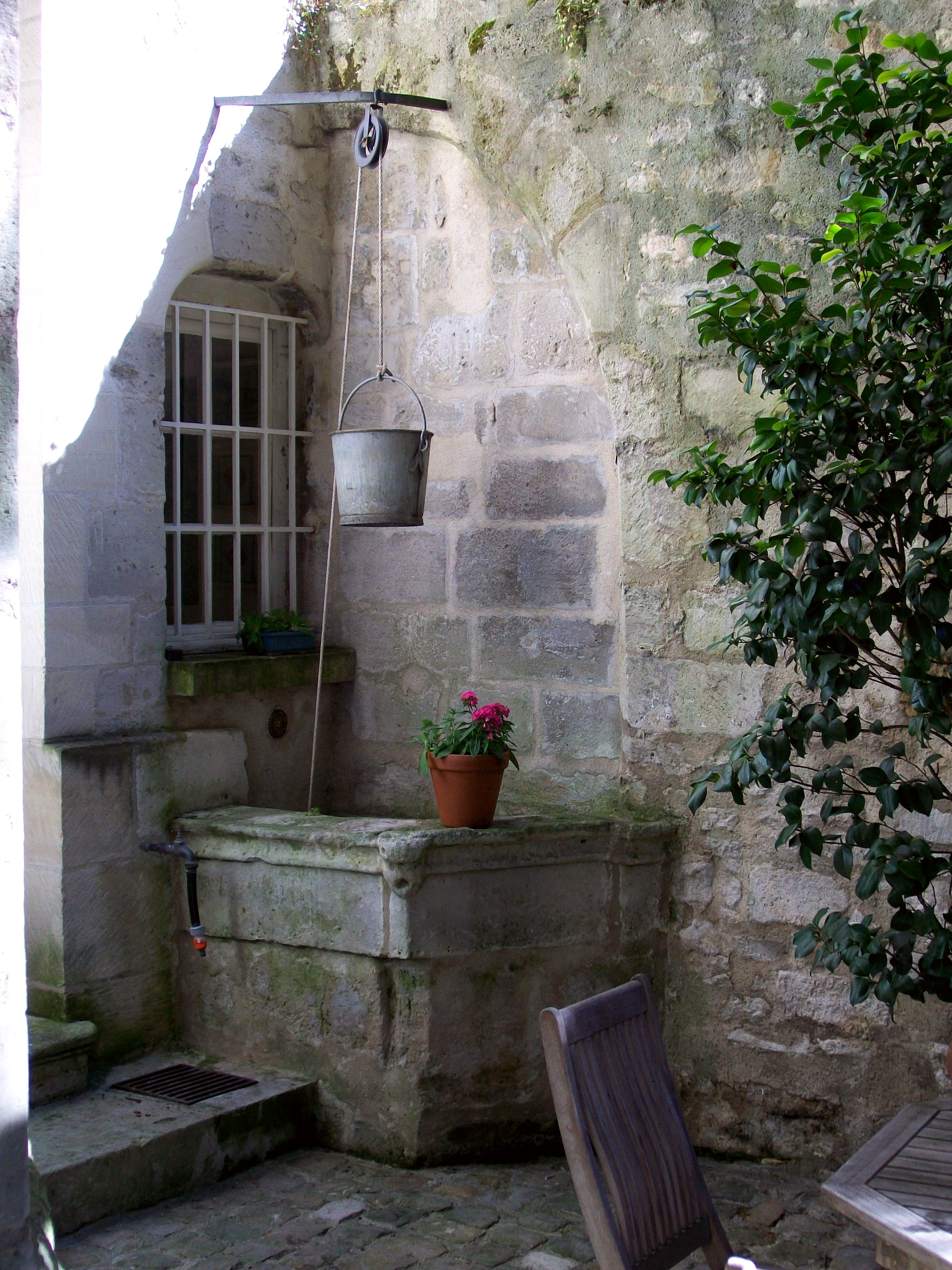
Puits dans la cour, jadis partagé avec la maison voisine.

L'Hôtel du Haubergier tient son nom de la rue du Haubergier, petit axe secondaire dont c'est le bâtiment le plus remarquable. Certes, la façade principale de la maison donne sur la rue Sainte-Geneviève, mais l'entrée se situe dans la cour arrière, accessible par la rue du Haubergier. Or, comme l'affirment Marc Durand et Philippe Bonnet-Laborderie, l'appellation « Hôtel du Haubergier » ne remonte pas au-delà du XIXe siècle. En effet, Eugène Müller ne l'emploie pas encore en 1879. Par contre, la rue semble toujours avoir porté son nom actuel : vicum Haubergière (1238), vico Haubergier (1285), rue Haubergière (1393). Mais l'on trouve aussi les variantes rue aux Bergères (1676), rue du Haut-Berger, etc. L'étymologie du nom ne fait pas de doute, un haubergier étant un artisan qui confectionne des hauberts (cotte de mailles). Cette hypothèse reste incertaine, et rien n'indique que des haubergiers aient habité la rue. 
L'histoire de l'immeuble demeure méconnue. La seule certitude est, d'après Marc Durand et Philippe Bonnet-Laborderie, que l'Hôtel a toujours servi d'habitation à des citoyens de Senlis, et qu'il n'a jamais appartenu à un établissement religieux, comme ce fut le cas de nombreux autres Hôtels particuliers de la ville. Le premier propriétaire connu est Regnault de Bonvilliers, Prévôt Forain (Responsable des commerçants) de Senlis. Une charte de 1522 mentionne une maison des marguilliers de la Paroisse Saint-Aignan qui avait été au seigneur de Chantilly, et qui avait auparavant fait partie du fief de Garlande. La famille de Garlande possédait plusieurs seigneuries en Île-de-France, dont à Gonesse et Livry-Gargan, et avait d'importantes possessions à Senlis. Elle avait fondé l'Hôtel-Dieu de Senlis, appelé longtemps « Hôtel-Dieu de Garlande ». Quoi qu'il en soit, les termes de la charte ne permettent pas de localiser avec exactitude la maison dont il est question,.
Le musée du Comité Archéologique, rebaptisé Société d’Histoire et d’Archéologie de Senlis en 1920, doit quitter l'ancien évêché après que le préfet lui ait donné congé en 1926. Elle doit définitivement céder la place au tribunal d'instance, qui avait été installé d'urgence en 1914, à la suite de l'incendie de ses locaux, dans l'ancien Hôpital de la Charité, et déjà tenté en vain d'expulser le musée en 1917. C'est un coup de fouet pour la Société, qui doit faire un grand effort financier pour assurer la pérennité du musée. En juillet de la même année, la Société signe le bail pour l'Hôtel du Haubergier, pour une durée de dix-huit ans, au prix de cinq mille francs par an. Le déménagement et l'installation prennent moins d'un an. L'inauguration solennelle du nouveau musée régional a lieu le 16 juin 1927 avec la présence de nombreuses personnalités, dont le ministre de l'Instruction publique et Paul Vitry, l'un des conservateurs du Musée du Louvre. Le musée s'organise comme suit : 

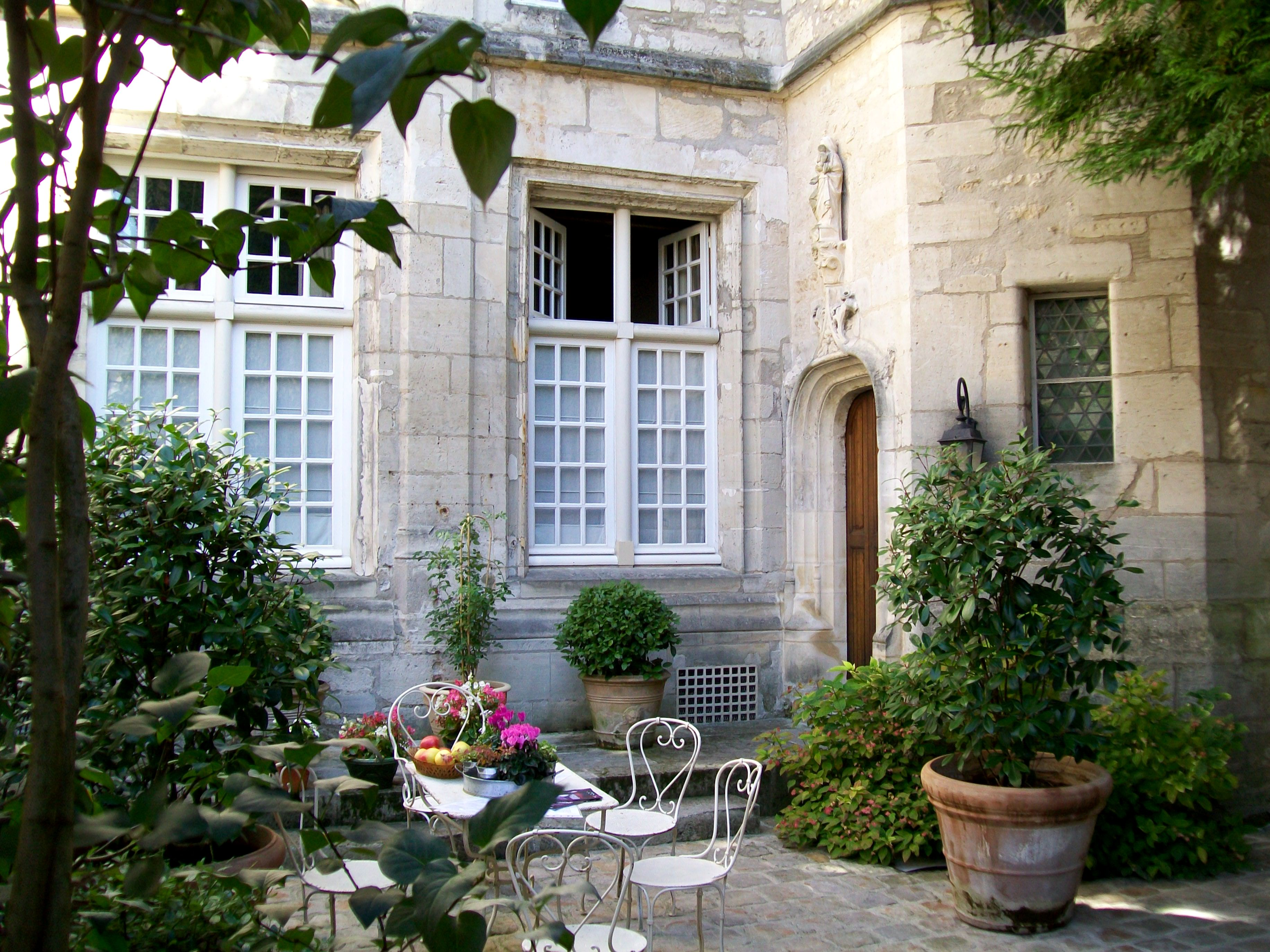
Entrée sud, dans la tourelle d'escalier, accessible depuis la cour.

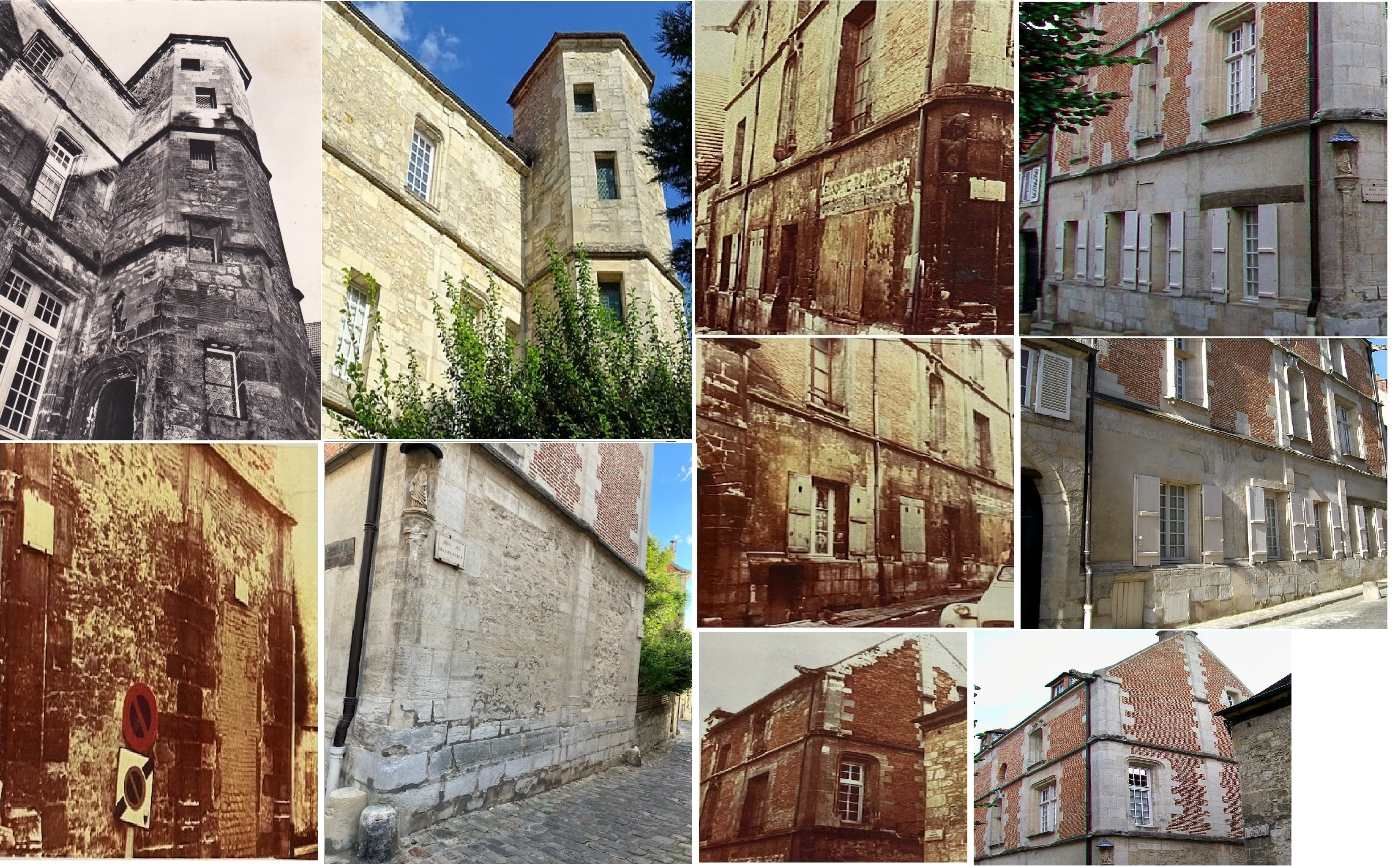
L'hôtel, avant et après les travaux.

- Le lapidarium (collection de pierres et de sculptures) dans la cour
- Des vestiges architecturaux dans la cave voûtée
- La bibliothèque au rez-de-chaussée
- Onze vitrines avec les objets les plus précieux au 1er étage (céramiques, ferronneries, poteries, sceaux, dessins de Watteau) ainsi que des sculptures, des tableaux et des gravures accrochés aux murs
- Trois pièces consacrées à l'Archéologie au 2e étage, dont deux pièces consacrées aux arènes de Senlis et au temple gallo-romain de la forêt d'Halatte respectivement[3].

Avec le début de l'occupation allemande en 1940, la fréquentation du musée baisse sensiblement, et la Société d’Histoire et d’Archéologie ne peut quasiment plus compter sur les recettes que lui procuraient jusque-là les droits d'entrée aux arènes et au musée. En même temps, la propriétaire ne veut pas lui accorder les 50 % de réduction de loyer que prévoit la législation alors en vigueur, et les rapports entre les deux partis se dégradent au point d'aboutir sur une procédure de justice interminable. Puis la tour d'escalier au sud du bâtiment est endommagée par un obus allemand en 1940, et la propriétaire refuse de prendre en charge la reconstruction. Les combles sont désormais inaccessibles, et le musée ferme bientôt après.
Après la guerre, la Société d’Histoire et d’Archéologie souhaite rapidement rouvrir le musée de l'hôtel de l'Haubergier, mais le litige avec la propriétaire ne prend fin qu'en 1947, et les moyens lui font cruellement défaut. Dans un premier temps, la municipalité accepte de prendre en charge le loyer à partir de 1949, mais le musée reste toujours fermé. Elle rachète l'Hôtel en 1951. Dans un deuxième temps, la Société abandonne toutes ses collections à la ville en 1952, sauf la bibliothèque, n'exigeant en contrepartie que la mise à disposition d'un local pour cette dernière et d'une salle pour les réunions mensuelles. Ce n'est que maintenant que la ville entame la restauration du vieil Hôtel pour qu'il retrouve son aspect d'origine, et le musée reste toujours fermé pendant les quatre ans qui suivent. La présentation est réorganisée suivant les techniques de la muséologie moderne. Après sa réouverture partielle en 1955 (cave et rez-de-chaussée), la municipalité se trouve dotée de deux musées : le musée de la Vénerie à la Charité et le musée d’art et d’archéologie dans l’Hôtel du Haubergier. Le premier étage n'ouvre qu'en 1961, et le second étage en 1973, soit une trentaine d'années après la fermeture.

## Description

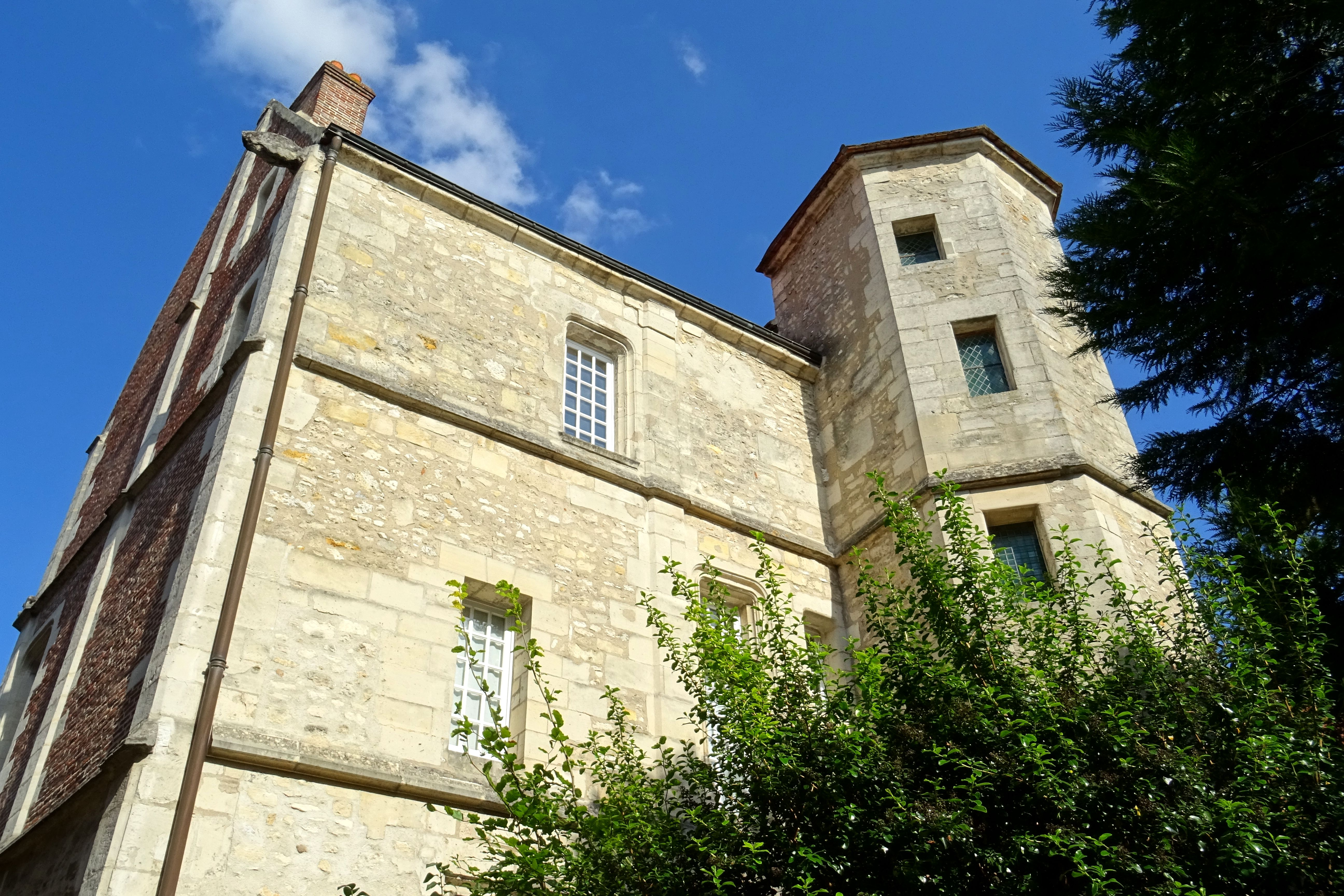
Vue depuis le sud.

L'hôtel du Haubergier a été construit au-dessus de caves voûtées plus anciennes, comme c'est le cas de la plupart des maisons du centre-ville de Senlis. Ces caves comportent généralement deux niveaux. À l'hôtel du Haubergier, le premier niveau est couvert d'une voûte en plein cintre de plusieurs travées séparées par des arcs-doubleaux. Le second niveau, beaucoup plus profond, est creusé en plein roc à cinq mètres sous la première cave et appelé cave d'extraction. On y descend par un étroit escalier rectiligne s'amorçant depuis la cave supérieure. C'était en fait une petite carrière souterraine domestique d'où l'on a extrait une partie des pierres destinées à la construction de la maison. À l'hôtel du Haubergier, cette petite carrière déborde légèrement l'emprise au sol du bâtiment pour s'étendre sous la cour ainsi que sous les rues Sainte-Geneviève et du Haubergier. 
La maison comporte trois étages, en comptant le rez-de-chaussée, ainsi que des combles aménagés, éclairés par quelques lucarnes. C'est une respectable demeure bourgeoise d'une construction soignée en pierre et briques. Les chaînages d'angle et le chaînage centrale du mur pignon occidental sont en pierre de taille, et les pierres encadrant les fenêtres du premier et second étage sont décorées de moulures prismatiques. Au niveau du second étage, les fenêtres sont plus petites qu'au premier étage. Les plus grandes fenêtres du premier étage et du rez-de-chaussée côté cour sont munies de meneaux en pierre. Par contre, le rez-de-chaussée présente une façade plus rustique côté rue Sainte-Geneviève, avec des linteaux partiellement en bois et absence de décors sculptés. Sur les rues Sainte-Geneviève et du Haubergier, les murs sont de moellons au rez-de-chaussée, et de briques au-delà. Sur la cour arrière, les murs sont entièrement en pierre de taille. 
L'on y trouve la tourelle d'escalier octogonal, accolée au centre de la façade, avec son escalier en colimaçon à l'intérieur. Cette tour a été restaurée et partiellement reconstruite en 1952/55 à la suite des dégâts de guerre. Le portail est ménagé directement dans la tour. Il est en anse de panier et surmonté d'un arc en accolade décoré de pampres (Branche de vigne avec ses feuilles et ses grappes) restauré en 1996.
Au-dessus, une statue en pierre de la Vierge à l'Enfant semble destinée à protéger la maison. Le socle porte les armoiries des seigneurs d'Ognon de la Fontaine. Cette statue a été décapitée pendant la Révolution Française, remplacé en juin 1997 par un moulage de l'original.
Une autre statue de Vierge orne l'angle nord-ouest de la maison. Nettement plus petite, elle est montée sur une colonne cannelée à chapiteau, très abîmée, et protégée par un dais restaurée en 2002. Les petites chimères aux angles des larmiers soulignant les limites entre les étages, ainsi que les gargouilles à hauteur de la gouttière renvoient encore à l'époque gothique. Reste à mentionner un puits ancien sur la cour, à l'angle entre la maison et le mur de séparation d'avec la cour de la maison voisine restauré en 1998. L'arcade bouchée au-dessus du puits rappelle qu'il fut jadis commun aux deux maisons limitrophes, comme l'on peut encore souvent observer à Senlis,.

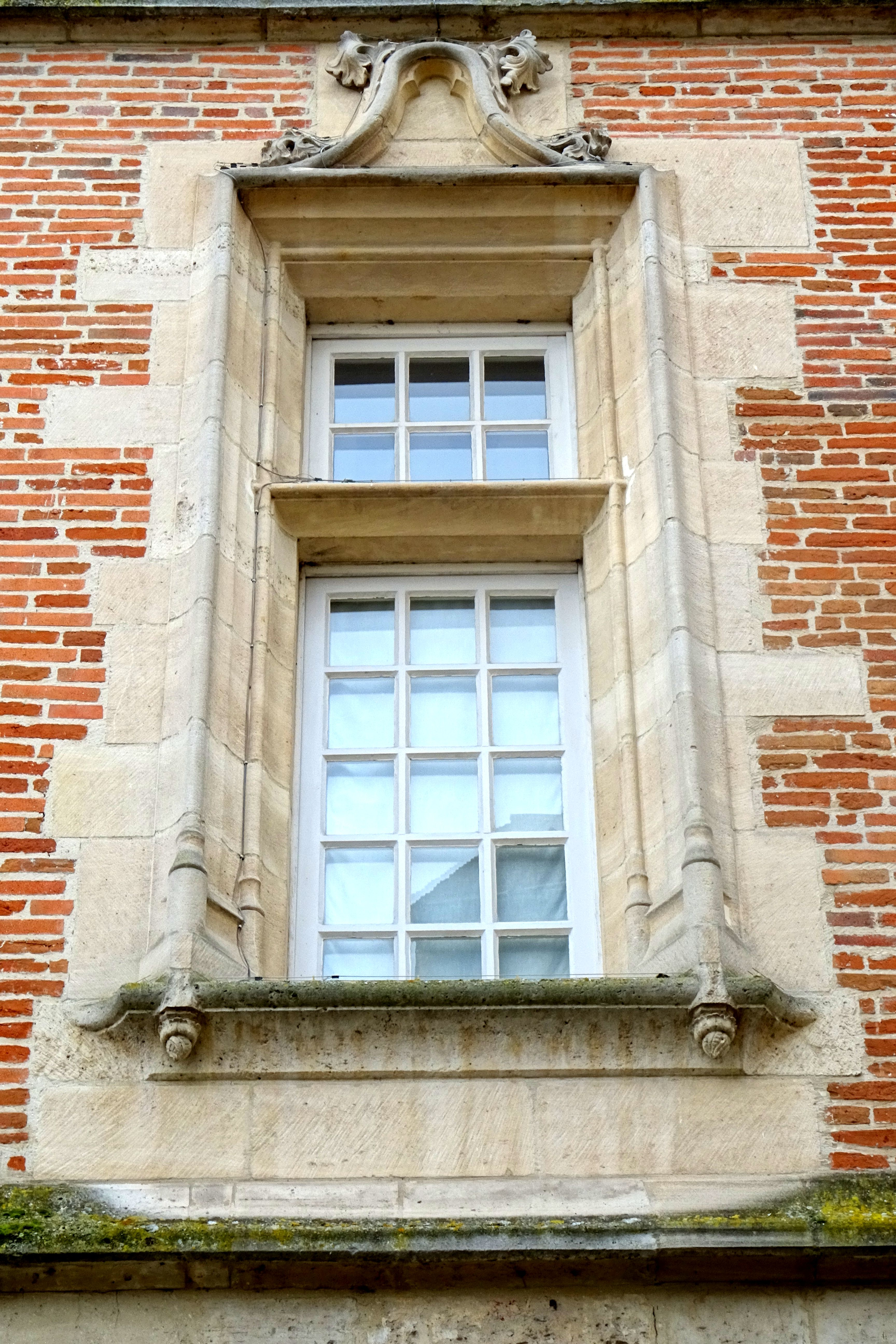
Façade sur la rue Sainte-Geneviève, fenêtre du 1er étage.
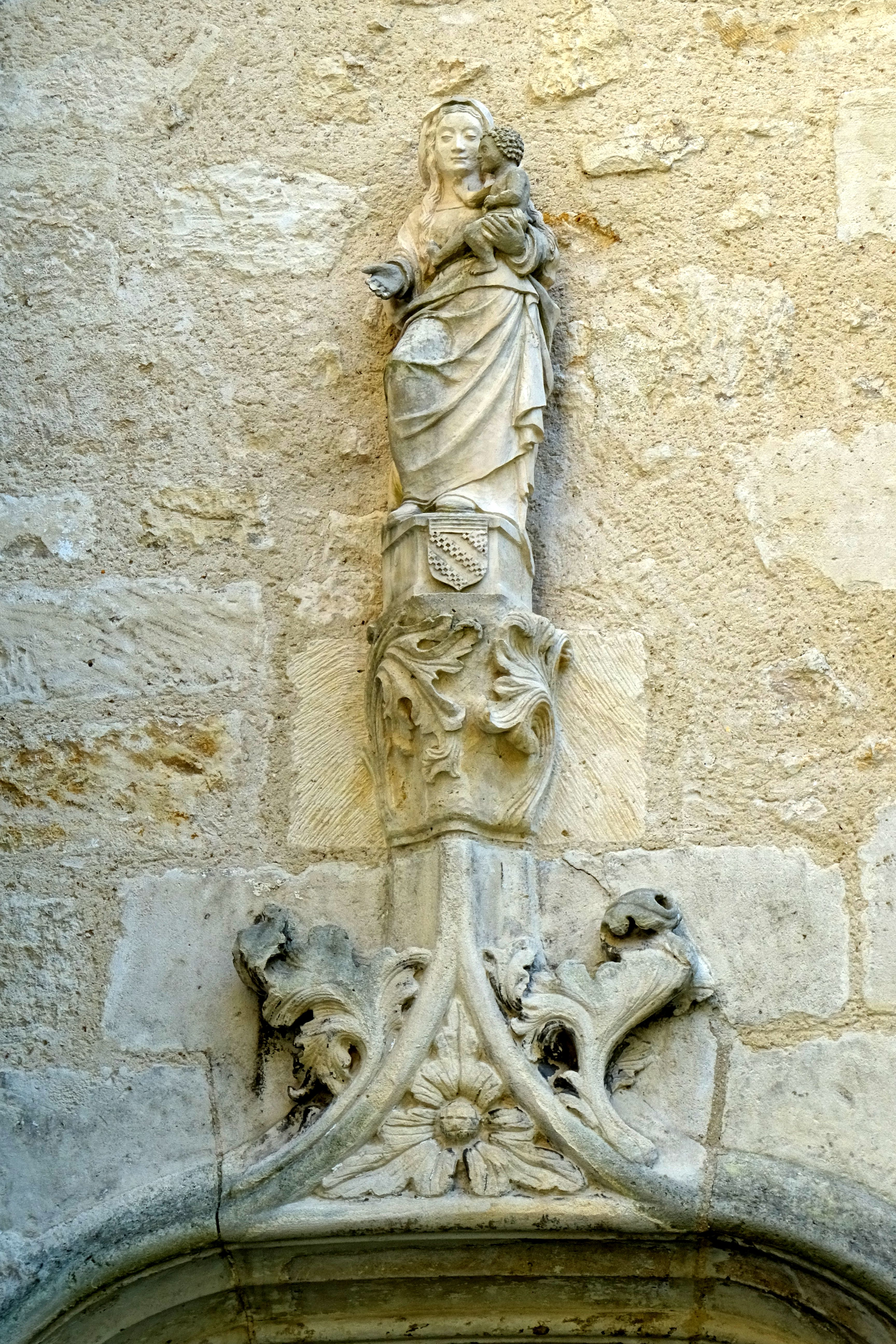
Portail côté cour, Vierge à l'Enfant.
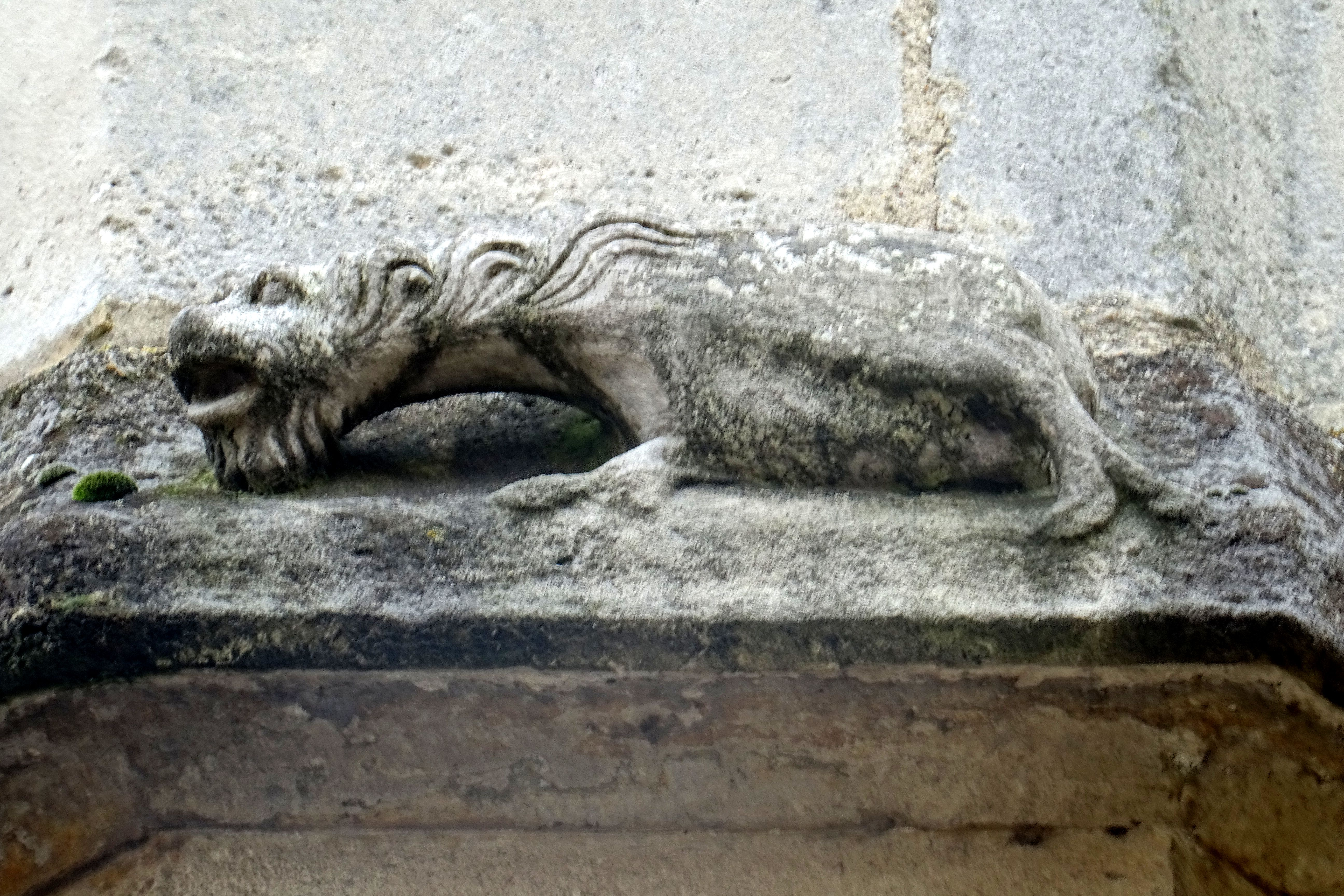
Chimère sur contrefort d'angle nord-ouest.
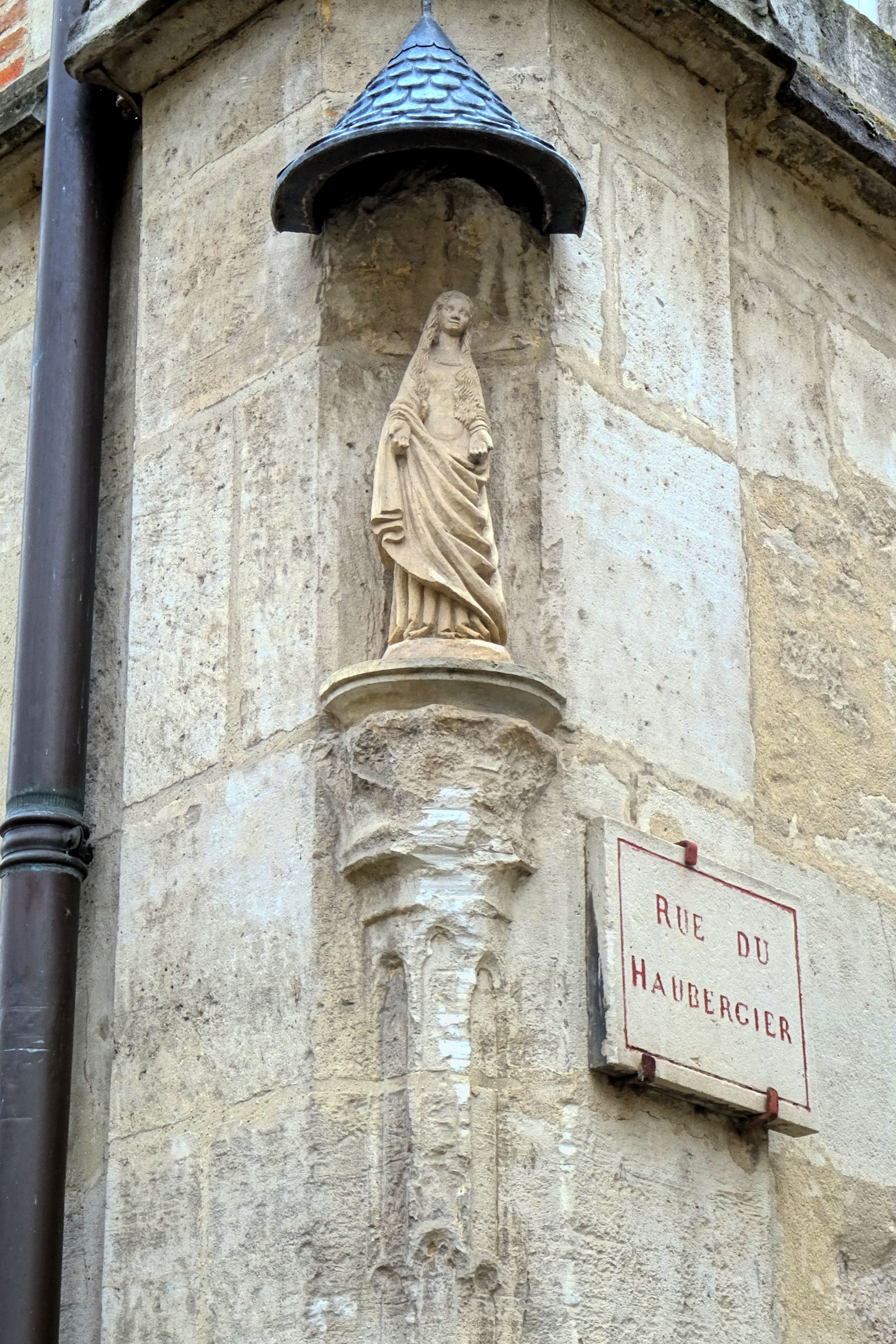
Niche à statue à l'angle nord-ouest.

## Protection
L'Hôtel du Haubergier a été inscrit Monument historique à part entière par arrêté du 23 juin 1933, alors qu'il abritait le musée de la Société d'histoire et d'archéologie de Senlis. Puis, l'inscription a été transformée en classement pour les façades et toitures par arrêté du 22 septembre 1987, quand l'immeuble était de nouveau devenu résidence privée. 